# Vici
Vici – miasto w Stanach Zjednoczonych, w stanie Oklahoma, w hrabstwie Dewey.